# Kh-59M
Il Kh-59M (nome in codice NATO: AS-18 Kazoo) è un missile aria-superficie da crociera progettato dal Raduga OKB e sviluppato in Unione Sovietica negli anni ottanta.
Apparso in fase sperimentale alla fine degli anni ottanta come equipaggiamento dei Sukhoi Su-24, venne introdotto ufficialmente, anche se in piccola serie, nel 1991 per equipaggiare i velivoli della Sovetskie Voenno-vozdušnye sily (VVS), l'Aeronautica militare dell'Unione Sovietica, rimanendo operativo anche dopo la dissoluzione di quest'ultima.
Sviluppo del precedente Kh-59 (NATO: AS-13 Kingbolt), se ne distingue principalmente per il sistema di propulsione, basato su un motore turbogetto in sostituzione dell'endoreattore del modello da cui derivava, con il risultato di maggiori prestazioni, una gittata di oltre 110 km per una testata di oltre 300 kg.
Nel 2009 circa è stata sviluppata la nuova variante Kh-59MK2, della quale è stata creata successivamente una nuova serie con un profilo squadrato a bassa riflettenza radar (stealth) in grado di adattarsi alle stive bombe interne, 2 gruppi di ali pieghevoli ed una gittata massima di 290 km; il missile è dotato di due sistemi di navigazione differenti, uno inerziale ed un altro con radar che segue il profilo del terreno (TFS, Terrain Following System); il profilo di volo prevede una quota dai 50 ai 300 m di altezza ed ha un cerchio di errore presunto (CEP) di 3 metri; può avere una testata a frammentazione o a grappolo.